# Hugh Plaxton
Hugh John Plaxton, född 16 maj 1904 i Barrie i Ontario, död 1 december 1982 i Mississauga, var en kanadensisk ishockeyspelare.
Plaxton blev olympisk guldmedaljör i ishockey vid vinterspelen 1928 i Sankt Moritz.